# Kakunyo
Kakunyo (jap. 覚如; ur. 1270, zm. 1351) – trzeci przywódca duchowy (monshu) szkoły Jōdo-shinshū. Znany także jako Gōsetsu. 

## Biografia
Urodził się w Kioto. Był prawnukiem Shinrana, a jego ojcem był Kakue, wnuk Shinrana.
W wieku 4 lat został wysłany, aby studiował nauki u kapłana szkoły. Studiował również doktrynę tendai oraz doktryny innych szkół z Nary.
W 1286 r., w wieku 16 lat, został zaordynowany, a w następnym roku otrzymał nauki szkoły Jōdo-shinshū od wnuka Shinrana - drugiego monshu Nyoshina w Ōami. W 1290 r. wraz ze swym ojcem udał się w podróż po wschodnich prowincjach Japonii i odwiedził miejsca związane ze swoim pradziadkiem.
W 1294 r. wziął udział w uroczystościach 33 rocznicy śmierci Shinrana, podczas których wygłosił przemowę. Nie odniósł wtedy jednak sukcesu i nie został opiekunem mauzoleum Shinrana, z czym związany był tytuł monshu. Przyczyną tego był proces sądowy wytoczony przez jego stryja, młodszego półbrata Kakuego. Gdy rozwiązano ten problem, w 1310 r. Kakunyo stopniowo rozszerzał swój autorytet w Hongan-ji na podstawie nadzorowania przez niego mauzoleum.
Napisał wtedy wiele tekstów, które zapewniły mu mocną pozycję w szkole wśród wiernych oraz jako części w linii przekazu Shinrana.
W czasie pełnienia funkcji monshu musiał borykać się z różnicami w poglądach w ramach własnej szkoły, zatargami z przywódcami innych grup Czystej Krainy oraz z krytyką ze strony innych szkół buddyjskich. Problemy te uderzyły także w jego dom. Z powodu różnicy w poglądach zmuszony był wyprzeć się swojego najstarszego syna Zonkaku (1290-1373) i odmówić mu przywództwa nad Hongan-ji.

## Prace literackie
- Godenshō (御伝鈔) - ilustrowana biografia Shinrana napisana 1295 r.
- Shui kotokuden - biografia Hōnena 1303
- Shujisho Vol. 1 (O przyjmowaniu imienia) 1328
- Kudensho Vol. 2 (Czego nauczał Shinran) 1331
- Gaijasho Vol. 3 (Ustalenie twierdzeń) 1337